# Taekwondo-Weltmeisterschaften 1993
Die 11. Taekwondo-Weltmeisterschaft 1993 fand vom 19. bis 21. August 1993 in New York statt. Insgesamt wurden 16 Wettbewerbe in unterschiedlichen Gewichtsklassen ausgetragen, jeweils acht für Männer und Frauen. 569 Athleten aus 83 Nationen, darunter 443 Männer und 226 Frauen, nahmen an den Wettbewerben teil.

## Ergebnisse

### Männer
| Gewichtsklasse | Gold            | Silber          | Bronze             |
| -------------- | --------------- | --------------- | ------------------ |
| - 50 kg        | Chin Seung-tae  | Gergely Salim   | Carlos Ayala       |
| - 50 kg        | Chin Seung-tae  | Gergely Salim   | Eamon Nolan        |
| - 54 kg        | Javier Argudo   | Alyson Yamaguti | Ruben Palafox      |
| - 54 kg        | Javier Argudo   | Alyson Yamaguti | Lee Hyun           |
| - 58 kg        | Kim In-kyoung   | Sayed Najem     | Walter Dean Vargas |
| - 58 kg        | Kim In-kyoung   | Sayed Najem     | Wong Ching Beng    |
| - 64 kg        | Kim Byong-cheol | Milton Iwama    | David Kang         |
| - 64 kg        | Kim Byong-cheol | Milton Iwama    | Francisco Zas      |
| - 70 kg        | Park Se-jin     | Victor Luke     | Vishnu Seesahai    |
| - 70 kg        | Park Se-jin     | Victor Luke     | Aziz Acharki       |
| - 76 kg        | Lim Yong-ho     | Liu Tsu-len     | Ahmed Zahran       |
| - 76 kg        | Lim Yong-ho     | Liu Tsu-len     | Andreas Pilavakis  |
| - 83 kg        | Mikael Meloul   | Víctor Estrada  | John Wright        |
| - 83 kg        | Mikael Meloul   | Víctor Estrada  | Luis Noquera       |
| + 83 kg        | Kim Je-gyoung   | Ali Sahin       | Oghenejobo Peters  |
| + 83 kg        | Kim Je-gyoung   | Ali Sahin       | Thierry Troudart   |

### Frauen
| Gewichtsklasse | Gold             | Silber            | Bronze              |
| -------------- | ---------------- | ----------------- | ------------------- |
| - 43 kg        | Isabel Cruzado   | Rahmi Kurnia      | Vicki Slane         |
| - 43 kg        | Isabel Cruzado   | Rahmi Kurnia      | Gonca Goler         |
| - 47 kg        | You Su-mi        | Agueda Perez      | Inas Anis           |
| - 47 kg        | You Su-mi        | Agueda Perez      | Yerlisu Gulnur      |
| - 51 kg        | Tang Hui-wen     | Elizabeth Delgado | Won Sun-jin         |
| - 51 kg        | Tang Hui-wen     | Elizabeth Delgado | Diane Murray        |
| - 55 kg        | Lee Seung-min    | Nuray Deliktas    | Cathrin Vetter      |
| - 55 kg        | Lee Seung-min    | Nuray Deliktas    | Sarah Maitimu       |
| - 60 kg        | Jesus Santolaria | Park Kyung-suk    | Ineabelle Diaz      |
| - 60 kg        | Jesus Santolaria | Park Kyung-suk    | Marina Aguero       |
| - 65 kg        | Kim Mi-young     | Morfou Drosidou   | Tsai Shan           |
| - 65 kg        | Kim Mi-young     | Morfou Drosidou   | Carolina Benjarano  |
| - 70 kg        | Park Eun-sun     | Katerina Bassi    | Veera Liukkonen     |
| - 70 kg        | Park Eun-sun     | Katerina Bassi    | Hsu Ju-ya           |
| + 70 kg        | Jung Myoung-sook | Adriana Carmona   | Elisavet Mystakidou |
| + 70 kg        | Jung Myoung-sook | Adriana Carmona   | Anna Widehov        |

## Medaillenspiegel
| Platz | Land               | Gold | Silber | Bronze | Gesamt |
| ----- | ------------------ | ---- | ------ | ------ | ------ |
| 1     | Südkorea           | 11   | 1      | 1      | 13     |
| 2     | Spanien            | 3    | 1      | 2      | 6      |
| 3     | Chinesisch Taipeh  | 1    | 1      | 2      | 4      |
| 4     | Frankreich         | 1    | -      | 1      | 2      |
| 5     | Türkei             | -    | 2      | 2      | 4      |
| 6     | Kanada             | -    | 2      | 1      | 3      |
| 7     | Griechenland       | -    | 2      | 1      | 3      |
| 8     | Brasilien          | -    | 2      | -      | 2      |
|       | Dänemark           | -    | 2      | -      | 2      |
| 10    | Mexiko             | -    | 1      | 3      | 4      |
| 11    | Venezuela          | -    | 1      | 1      | 2      |
| 12    | Indonesien         | -    | 1      | -      | 1      |
| 13    | Vereinigte Staaten | -    | -      | 5      | 5      |
| 14    | Deutschland        | -    | -      | 2      | 2      |
| 15    | Argentinien        | -    | -      | 1      | 1      |
|       | Zypern             | -    | -      | 1      | 1      |
|       | Kolumbien          | -    | -      | 1      | 1      |
|       | Ägypten            | -    | -      | 1      | 1      |
|       | Finnland           | -    | -      | 1      | 1      |
|       | Malaysia           | -    | -      | 1      | 1      |
|       | Nigeria            | -    | -      | 1      | 1      |
|       | Niederlande        | -    | -      | 1      | 1      |
|       | Philippinen        | -    | -      | 1      | 1      |
|       | Puerto Rico        | -    | -      | 1      | 1      |
|       | Schweden           | -    | -      | 1      | 1      |

## Quelle
- Ergebnisseite der WTF (englisch) (Abgerufen am 17. November 2010)